# Biysk
Biysk (Бийск, em russo) é a segunda maior cidade do krai de Altai, na Rússia, junto ao Rio Biya.  Em 2021 tinha uma população de 198433 habitantes.

## História
A cidade foi fundada em 1709 pelo czar Pedro I da Rússia, junto da confluência dos rios Biya e Katun, que dá origem ao rio Ob. Em 1710 a cidade foi destruída pelos zungares e, oito anos mais tarde, foi reconstruída no local atual, a cerca de 20 quilómetros do original.

## Personalidades
- Shlomo Scharf (1943-), futebolista e treinador de futebol
- Sergey Kamenskiy (1987-), atirador esportivo
- Ilyas Kurkaev (1994-),  voleibolista